# Wolverines de Détroit
Les Wolverines de Détroit (en anglais : Detroit Wolverines) est un ancien club professionnel de baseball fondé en 1881 à Détroit (Michigan) et qui met fin à ses activités en 1888. La franchise évolue en Ligue nationale entre ces deux dates et enlève le titre en 1887.

## Histoire
Les Wolverines de Détroit débutent en compétition le 2 mai 1881 en championnat de la Ligue nationale. Les Wolverines évoluent au Recreation Park qui accueille 1286 spectateurs à l'occasion des débuts de la franchise.

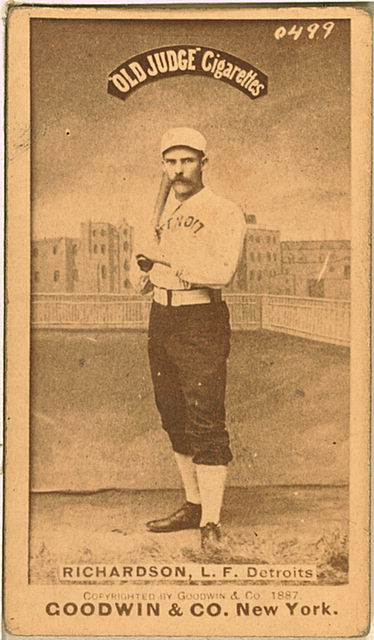
Hardy Richardson avec les Wolverines de Détroit en 1887

La franchise est achetée en 1885 par Frederick Kimball Stearns qui investit massivement dans l'achat de bons joueurs afin de constituer une équipe capable de remporter le titre. Il achète notamment la franchise complète des Buffalo Bisons, récupérant au passage les stars Dan Brouthers, Jack Rowe, Hardy Richardson et Deacon White. Cette politique entraine une réaction des autres propriétaires. Les affluences à domicile des Wolverines n'étant pas suffisantes pour assurer les salaires des joueurs, le partage des recettes au guichet est plafonné pour les visiteurs à 125 dollars. Stearns est alors contraint de réduire sa masse salariale et vendre des joueurs.
La saison 1887 est celle du titre pour les Wolverines qui signent 79 victoires pour 49 défaites. Du 10 au 26 octobre, lors de la 4e édition des World's Championship Series entre les champions de l'American Association et de la Ligue nationale, les Wolverines de Détroit s’imposent (10 victoires, 5 défaites) face aux St. Louis Browns. Un an après ce succès, la franchise cesse ses activités.
Dan Brouthers (1886-1888), Charlie Bennett (1881-1888), Fred Dunlap (1886-1887), Ned Hanlon (1881-1888), Deacon McGuire (1885, 1888), Hardy Richardson (1886-1888), Jack Rowe (1886-1888), Billy Shindle (1886-1887), Sam Thompson (1885-1888), Deacon White (1886-1888) et Chief Zimmer (1884) sont les principaux joueurs des Wolverines.

## Palmarès
- Vainqueur des World's Championship Series : 1887.
- Champion de la Ligue nationale : 1887.